# Little Savage River
Der Little Savage River ist ein Fluss im Nordwesten des australischen Bundesstaates Tasmanien.

## Geografie
Der etwas mehr als acht Kilometer lange Little Savage River entspringt etwa acht Kilometer südwestlich des Savage-River-Nationalparks und fließt nach Süden. Rund vier Kilometer westlich der Siedlung Savage River mündet er in den Savage River.